# Thamnodynastes chimanta
Thamnodynastes chimanta är en ormart som beskrevs av Roze 1958. Thamnodynastes chimanta ingår i släktet Thamnodynastes och familjen snokar. Inga underarter finns listade i Catalogue of Life.
Arten förekommer i Venezuela. Honor lägger inga ägg utan föder levande ungar.